# Kunhuta ze Šternberka
Kunhuta ze Šternberka (18. listopadu 1425 – 19. listopadu 1449) byla první manželkou Jiřího z Poděbrad, pozdějšího českého krále. Zemřela ovšem několik let předtím, než šlechta zvolila Jiřího za krále.

## Životopis
Narodila se rodičům Smilovi Holickému ze Šternberka († 1433) a Barboře z Pardubic. Její otec byl příznivcem husitů a i Kunhuta byla podle soudobých pramenů víry podobojí. Kunhutu vychovával její strýc Aleš Holický ze Šternberka, který byl přívržencem Hynka Ptáčka z Pirkštejna, k jehož přívržencům patřil i Jiří z Poděbrad. Kunhuta si vzala vůdce východočeského landfrýdu Jiřího z Poděbrad pravděpodobně v roce 1440.
V Poděbradech Kunhuta založila špitál, který byl z její nadace vydržován. Kromě toho tehdy Kunhuta založila v Poděbradech nadaci na vychovávání mládeže, na stavbu školy, na vychování vězňů a na právního posla.
Za osm let se manželům narodilo nejspíš sedm dětí, dospělého věku se ale dožilo jen pět, z toho tři synové: Boček, Viktorin a Jindřich. Porod dvojčat Kateřiny a Zdenky (Sidonie) byl pravděpodobnou příčinou Kunhutiny smrti. Tyto dvě dcery se pak obě vdaly za mocné šlechtice – Kateřina za uherského krále Matyáše Korvína a Sidonie za saského vévodu Albrechta III.
Po své smrti byla Kunhuta pochována v kapli sv. Anny poděbradského kostela Povýšení Svatého Kříže. Její náhrobek se však později ztratil.

## Potomci
- Boček z Poděbrad (1442–1496)
- Viktorín z Poděbrad (1443–1492)

∞ 1463 Markéta z Pirkštejna
∞ 1474 Žofie Těšínská
∞ 1480 Markéta z Montferratu
- Barbora (1446–1474)

∞ Jindřich z Lipé († 1469)
∞ Jan Křinecký z Ronova
- Jindřich Starší z Minstrberka (1448–1498)

∞ 1467 Uršula Braniborská (1450–1508), dcera markraběte Albrechta III.
- Kateřina z Poděbrad (1449–1464), uherská královna

∞ 1461 Matyáš Korvín
- Zdenka/Sidonie Česká, (1449–1510) saská vévodkyně

∞ 1464 Albrecht III. Saský